# Fuerza de Escudo de Libia
La Fuerza Escudo de Libia (  قوة درع ليبيا  en árabe) es una milicia armada creada en 2012 a partir de grupos armados anti-Gaddafi repartidos por toda Libia. El parlamento libio designó a gran parte de la Fuerza Escudo de Libia como terrorista y elementos de la Fuerza Escudo de Libia fueron identificados como vinculados a al-Qaeda ya en 2012.
Desde el estallido de la segunda guerra civil libia, la Fuerza Escudo de Libia se ha asociado con el lado fundamentalista islámico . En 2019, supuestamente ayudó al Gobierno de Acuerdo Nacional a defender Trípoli de una ofensiva del LNA .

## Ramas
Las principales ramas de la Fuerza Escudo de Libia que luchan por los islamistas en el conflicto actual son:
- Escudo de Libia 1, ahora parte del Consejo Shura de Revolucionarios de Bengasi, designado "terrorista" por la Cámara de Representantes
- Otra unidad de Bengasi, Shield 2, s se considera más cercana con los federalistas.[5] La fuerza depende del Ministerio de Defensa de Libia bajo el mando de Wisam Bin Ahmid (o Humid), quien comandó una brigada de Bengasi llamada Mártires de Libia Libre .
- El Escudo Occidental, al servicio del Congreso Nacional General . El Escudo Occidental está involucrado en la lucha al sur y al oeste de Trípoli. Está vinculado al líder de Al-Qaeda Abd al-Muhsin Al-Libi,[6] también conocido como Ibrahim Ali Abu Bakr o Ibrahim Tantoush (que no debe confundirse con Abu Anas al Libi ).
- El Escudo Central, al servicio del Congreso Nacional General. El Escudo Central estuvo muy involucrado en los combates para capturar el Aeropuerto Internacional de Trípoli .[7][8] Debido a la gran cantidad de habitantes de Misrata, el Escudo Central a menudo se identifica como brigadas de Misrata. Designados oficialmente como "terroristas" por la Cámara de Representantes de Libia.

### Creación
El Ministerio de Defensa Libio, en virtud de la decisión N.º 29, creó y nombró a las Fuerzas de Escudo de Libia el 8 de marzo de 2012. La ley creada establece: "Se formará una brigada en la Región Central de Libia y se llamara Escudo de Libia - Las fuerzas de la Brigada Central estarán compuestas, en general, por rebeldes de las siguientes regiones, Misrata, Sirte, Jafra, Bani Walid, Terhuna, Alkhmuss, Mslath y Zliten. El coronel Mohammed Ibrahim Moussa será el comandante de la brigada y estará estacionado en Misrata". Esta decisión fue firmada por el ministro de Defensa, Osama Abdulsalam Aljuli. Por lo tanto, el nombre de Fuerza de Escudo de Libia fue acuñado por primera vez por el ministro de Defensa de Libia.

## Ataques
El grupo comenzó su actividad armada desde 2012, no fue hasta el siguiente año que incrementaron su actividad armada. El 14 de abril del 2014, asaltantes abrieron fuego contra el convoy de Fawaz al-Etan, embajador jordano en Libia, en el barrio de Mansour, ciudad de Trípoli, distrito de Trípoli. Al-Etan, embajador jordano, fue secuestrado y su chofer resultó herido en el ataque. Al-Etan fue liberado el 13 de mayo de 2014. Ningún grupo se atribuyó la responsabilidad del incidente; sin embargo, las fuentes atribuyeron el secuestro a la Fuerza Escudo de Libia.
El 13 de julio, miembros de la Milicia Zintan estacionados en el Aeropuerto Internacional de Trípoli fueron atacados, matando a seis personas y otras 25 resultaron heridas como resultado de los enfrentamientos posteriores. Días después, dos atacantes suicidas detonaron vehículos cargados de explosivos en una base de las Fuerzas Especiales de Al'Saiqa en la ciudad de Bengasi. El primer atacante detonó en la entrada de la base, lo que permitió al segundo atacante detonar sus explosivos dentro de la base inmediatamente después de la primera explosión. Además de los dos atacantes, seis miembros de las Fuerzas Saiqa murieron y otros dos resultaron heridos en el ataque. Ningún grupo se atribuyó la responsabilidad del incidente; sin embargo, las fuentes atribuyeron el ataque a Ansar al-Sharia (Libia) y el Escudo de Libia 1.
El 1 de agosto, una carga explosiva detonó cerca de un edificio policial en Bengasi, dejando únicamente daños materiales, días después se registraría otro ataque parecido en Bengasi, dejando también daños materiales. En los días siguientes se seguirían presentando ataques los cuáles algunas fuentes apuntarían que fueron obra de las Fuerza de Escudo de Libia. Dos atacantes suicidas detonaron vehículos cargados de explosivos en un puesto de control de la milicia de Haftar cerca del aeropuerto en la ciudad de Bengasi. Además de los atacantes, al más de 10 soldados murieron y otros 52 resultaron heridos por la explosión. Este fue uno de los dos ataques coordinados contra la milicia en el área ese día. El Consejo Shura de Revolucionarios de Benghazi se atribuyó la responsabilidad del incidente en coordinación con Ansar al Sharia y las Fuerzas de Escudo de Libia. A finales de 2014, el grupo siguió activo en la cantidad de ataques.